# Хватовское муниципальное образование
Хватовское сельское поселение — муниципальное образование в составе Базарно-Карабулакского района Саратовской области. Административный центр — село Хватовка. На территории поселения находятся 6 населённых пунктов — 6 сёл.
Законом Саратовской области от 20 апреля 2018 года № 47−ЗСО Свободинское и Хватовское муниципальные образования преобразованы, путём их объединения, во вновь образованное муниципальное образование «Свободинское муниципальное образование Базарно-Карабулакского муниципального района Саратовской области», наделённое статусом городского поселения с административным центром в рабочем посёлке Свободный.
| 2010  | 2011  | 2012  | 2013  | 2014  | 2015  | 2016  |
| ----- | ----- | ----- | ----- | ----- | ----- | ----- |
| 3323  | ↘3307 | ↘3211 | ↘3130 | ↘3064 | ↘3002 | ↘2962 |
| 2017  | 2018  |       |       |       |       |       |
| ↘2901 | ↘2821 |       |       |       |       |       |

## Населённые пункты
- село Хватовка — 2066 чел.;
- село Адоевщина — 265 чел.;
- село Казанла — 947 чел.;
- село Новая Жуковка — 130 чел.;
- село Рязайкино — 3 чел.;
- село Степная Неёловка — 124 чел.